# Viersen
Viersen est une commune de Rhénanie-du-Nord-Westphalie (Allemagne) et siège de l'Arrondissement de Viersen, dans le district de Düsseldorf. Viersen a 76.905 habitants (fin 2018). Elle rassemble les trois anciennes villes de Viersen (~38.000 habitants), Dülken (~ 20.500) et Süchteln (~ 16.000) ainsi que le village de Boisheim (~2.000).

## Géographie
Viersen se situe à 8 km au nord-ouest de Mönchengladbach, à 15 km au sud-ouest de Krefeld et à 20 km à l'est de Venlo (Pays-Bas).

## Histoire
| Appartenances historiques Duché de Gueldre 1339-1543 Pays-Bas des Habsbourg 1543-1556 Pays-Bas espagnols 1556-1713 Pays-Bas autrichiens 1713-1797 République cisrhénane (Roer) 1797-1802 République française (Roer) 1802-1804 Empire français (Roer) 1804-1813 Royaume de Prusse (Province de Juliers-Clèves-Berg) 1815-1822 Royaume de Prusse (Province de Rhénanie) 1822-1918 République de Weimar 1918-1933 Reich allemand 1933-1945 Allemagne occupée 1945-1949 Allemagne 1949-présent |

## Jumelages
Viersen est jumelée avec les villes de :
- Calau (Allemagne)
- Kaniv (Ukraine)
- Lambersart (France)
- Mittweida (Allemagne)
- Pardesiya (Israël)
- Peterborough (Royaume-Uni)

## Personnalités liées à la ville
- Gustav von Mevissen (1815-1899), industriel et homme politique allemand, né à Viersen
- Joseph Dommers Vehling (1879-1950), cuisinier, écrivain, traducteur, historien de livres de cuisines et collectionneur germano-américain, né à Viersen
- Karl Müller (1884-1964), homme politique allemand, né à Viersen
- Hans Freiherr von Funck (1891-1979), militaire allemand, mort à Viersen
- Albert Vigoleis Thelen (1903-1989), écrivain allemand
- Hilde Bruch (1904–1984), psychanalyste et psychiatre, spécialisée dans les troubles des conduites alimentaires, née à Viersen
- Lis Beyer-Volger (1906-1973), graphiste allemande, morte à Viersen
- Udo Voigt (1952-2025), homme politique allemand d'extrême droite et politologue allemand, député au Parlement Européen (2014-2019), né à Viersen
- Stefan Kaiser (1952-), peintre et sculpteur allemand, né à Viersen
- Sascha Lappessen (1970-), DJ et producteur, né et résident toujours à Viersen
- Till Brönner (1971-), musicien de jazz, né à Viersen
- Mirja Boes (1971-), comedienne, actrice et chanteuse, née à Viersen
- Oliver Hilmes (1971-), auteur, historien et essayiste allemand, né à Viersen
- Johannes van den Bergh (1986-), footballeur allemand, né à Viersen
- Philipp Max (1993-), footballeur allemand, né à Viersen
- Tim Stützle (2002-), joueur allemand de hockey sur glace, né à Viersen